# Глицирризиновая кислота
Глицирризи́новая кислота́ содержится в корнях лакрицы (солодки). Применяется как пищевой подсластитель и в составе препаратов солодки, как лекарственное средство. Химическое название — 20β-Карбокси-11-оксо-30-норолеан-12-ен-3β-ил-2-О-β-D-глюкопирануронозил-α-D-глюкопиранозидуроновая кислота.

## Фармакологическое действие
Противовирусное средство для наружного и местного применения. Глицирризиновая кислота активна в отношении ДНК- и РНК-содержащих вирусов, включая различные штаммы вирусов Herpes simplex, Varicella zoster, вирусов папилломы человека, цитомегаловирусов. Противовирусное действие связано, по-видимому, с индукцией образования интерферона.
Ингибирует вирусы в концентрациях, нетоксичных для нормально функционирующих клеток.  В частности, глицирризин и его аналоги активно подавляли репликацию SARS-ассоциированного коронавируса , а также SARS-CoV-2 за счет ингибирования основной вирусной протеазы in vitro.
Помимо вышесказанного, глицирризиновая кислота может быть использована в профилактике возрастной иммунной инволюции и когнитивных расстройств. В пользу этого свидетельствуют опыты на мышах[значимость факта для клинической практики?], показавших ее воздействие на T-лимфоциты  и B-лимфоциты путем активации пролиферации определенных их клонов.
В опытах на животных[значимость факта для клинической практики?] глицирризин оказывал противовоспалительное действие на сердечную ткань при диабете путем активации Nrf2 и ингибирования сигнального пути TGF-β/p38MAPK.

## Лекарственное применение
Глицирризин применяется при гепатите, однако имеющиеся данные клинических испытаний не позволяют рекомендовать применение этого вещества при заболеваниях печени. В качестве средства народной медицины для лечения гепатита широко используется в Азии, главным образом в Китае и Японии. Ганьцао (Gancao) — это традиционный китайский препарат, приготовленный из высушенных корней Glycyrrhiza glabra L., Glycyrrhiza inflata Bat. или Glycyrrhiza uralensis Fisch. Первоначальное упоминание Ганьцао в медицинской литературе было в китайской книге «Shen Nong Ben Cao Jing», написанной примерно между 206 годом до н. э. и 220 годом н. э., где корень описывается как средство/нейтрализатор боли, ядовитых соединений и множества болезней. В традиционной китайской медицине использовались отвары из предварительно высушенных стеблей и корней растений.
Глицирризин и другие продукты из корня солодки имеют различное медицинское применение, в частности для лечения язвы желудка, как противовоспалительное, противогриппозное, отхаркивающее средство, в комплексной терапии герпеса, в виде аммония глицирризината — в лечении бронхиальной астмы и других заболеваний дыхательных путей с трудно отделяемой мокротой (аллергического ринита), ветряной оспы.
Препараты из солодки могут проявлять противовоспалительный эффект, однако неизвестно, вызывается ли он глицирризиновой кислотой или какими-то другими компонентами.
Изучалось также влияние данного вещества на уменьшение артериального давления и отёков. Доказано понижение препаратом уровня тестостерона у мужчин.
Инъекции глицирризина были одобрены в Японии для лечения аллергического воспаления (1948 г.), а также для лечения хронического гепатита (1979 г.).

## Побочное действие
Редко: аллергические реакции.

## Противопоказания к применению
Повышенная чувствительность к глицирризиновой кислоте.

## Применение при беременности и кормлении грудью
Применение при беременности и в период лактации возможно по абсолютным показаниям.
В экспериментальных исследованиях не установлено эмбриотоксического и тератогенного действия глицирризиновой кислоты.